# X́
X́ (minuskule x́) je speciální znak latinky. Nazývá se X s čárkou. Písmeno X́ se již v žádném jazyce nepoužívá, v současnosti používá se pouze DIN 31635 přepisu paštštiny, dříve se též používalo v přepisu inguštiny a čečenštiny, v čečenštině však bylo nahrazeno za písmeno Ẋ a v inguštině se již vůbec nepoužívá. Písmeno se též používalo se též v nyní již vymřelé avestánštině, kde ho reprezentuje znak 𐬒. V Unicode má majuskulní tvar kód U+0058 U+0301 a minuskulní U+0078 U+0301.